# 横浜市立本牧中学校
横浜市立本牧中学校（よこはましりつ ほんもくちゅうがっこう）は、横浜市中区本牧和田32-1に所在する公立中学校。略称は本中（ほんちゅう）。

## 沿革
※出典
- 1993年（平成5年）

4月1日　創立
10月2日　PTA設立総会
11月2日　校章制定発表会
- 1994年（平成6年）

1月26日　校歌制定発表会
3月17日　校章制定発表の日を「本牧中開校記念日」にすることに決定
- 1998年（平成10年）1月22日　創立５周年記念誌発行
- 2003年（平成15年）11月1日　創立10周年記念誌『広がる夢』発行
- 2004年（平成16年）3月10日　校内防犯カメラの設置
- 2012年（平成24年）

8月26日　教室多空調設備設置
11月6日 創立２０周年記念式典・記念講演会 創立２０周年記念誌『未来につなぐ本牧中のこころ』発行
- 2022年（令和4年）10月21日 創立30周年記念式典・記念イベント『Honmoku Ska Party』

## 教育目標
「「見つめ」「認め」「高める」」を学校教育目標とし、「知・徳・体・公・開」を重点取組分野としている。

## 校歌
1994年（平成6年）1月26日制定
本牧中学校　校歌
作詞　花岡　恵　　
作曲　橋本　祥路

## 通学区域と出身小学校
※出典
- 本郷町 - 全域
- 本牧荒井 - 全域
- 本牧町 - 全域
- 本牧満坂 - 全域
- 本牧緑が丘 - 全域
- 和田山 - 全域
- 本牧池袋 - 全域
- 千鳥町 - 全域
- 根岸加中曽台 - 1番地～9番地
- 根岸町一丁目 - 全域
- 根岸町二丁目 - 全域
- 本牧間門 - 全域
- 本牧和田 - 全域
- 本牧宮原 - 5番～
- 本牧原 - 9番～17番

### 進学前小学校
- 横浜市立本牧小学校
- 横浜市立間門小学校
- 横浜市立大鳥小学校
- 横浜市立本牧南小学校
- 横浜市立元街小学校

## 著名な出身者
- SHELLY（タレント）
- 須藤タイレル拓（バスケットボール選手）